# Hanging Around
Hanging Around — песня британской рок-группы The Stranglers, записанная в 1977 году и включённая в дебютный альбом Rattus Norvegicus. Авторами композиции значатся все четверо участников коллектива (Хью Корнуэлл, Жан-Жак Бернел, Дэйв Гринфилд и Джет Блэк), вокальную партию в ней исполняет Корнуэлл. Реальный же автор песни — Жан-Жак Бернел, оставивший здесь художественно-философское описание своих впечатлений о жизни в конкретном районе Лондона.

## История создания
Песня «Hanging Around» не выпускалась синглом (она вошла лишь в 12"- версию второго сингла группы «Something Better Change»), но, согласно Allmusic, стала одним из самых ярких моментов первого альбома и всего раннего репертуара группы.

## Звучание и аранжировка
Если бы не вызывающая поза вокалиста Хью Корнуэлла с его напористым, сверхдраматичным стилем исполнения, «вряд ли можно было распознать в этом треке панк-рок первого поколения», — считает рецензент Том Магиннис. Он отмечает чистоту гитарного звука, мелодическую «заразительность», динамичность аранжировки (своей пространственностью в большей степени соответствующая стандартам классического рока), в которой «…Джет Блэк ведет настойчивый среднетемповый грув, испещренный со вкусом выполненными вставками и динамично расставленными акцентами».
Песня «Hanging Around», согласно Allmusic, стала одним из первых свидетельств того факта, что The Stranglers «есть нечто большее, нежели тот ярлык сексуально озабоченных агитаторов», что на них был наклеен прессой.

## Содержание
«Hanging Around» (с англ. — «...Просто тусуются») — лаконичная рок-притча, затрагивающая несколько тем: религию, наркотики и проституцию, а также (в более общем смысле) — приземлённость человеческого духа, его устремленность вниз, и — безразличие к этому Бога. Основная идея песни — человек «просто тусуется» у себя на земле потому, что «богочеловек» — не более, чем «просто тусуется» у себя на небе.
Первая часть песни рисует встречу с проституткой (англ. Big girl in the red dress She's just trying to impress us...), и армией громил-сутенеров (англ. ...hustlers big and burly...), которые «всегда найдут себе покупателя» — и те и другие близки друг другу: они — «просто тусуются» (англ. There's a million of 'em selling And the buyers can be found: They're just hanging around). Далее — «один из них», с «обезьянкой на плече», приближается к герою песни. Обезьянка, ухмыляясь, «зеленеет» (англ. …Got a monkey on his shoulder And the monkey’s getting grinner… — игра слов: grin, green); но и этот встречный глядит вниз (англ. But his eyes are on the ground. He’s just hanging around).
Герой песни входит в «Колхерн», где жарко от человеческих тел и трения кожи (англ. With the leather all around me... And the sweat is getting steamy...), но и тут все «глядят вниз: просто тусуются».
Картину всеобщей приниженности духа венчает обобщающий рефрен: 

Христос, он сказал своей маме; сказал, чтобы не волновалась. Потому что он неплохо устроился в Сити. Потому что он — высоко над землей. Он <и там> просто тусуется. Оригинальный текст (англ.)Christ has told his mother
Christ he told her not to bother
'Cos he's alright in the city
'Cos he's high above the ground
He's just hanging around

### Автобиографические детали
Жан-Жак Бернел использовал в тексте песни автобиографические детали. В их числе — упоминание Корт-роуд (место, где собирались проститутки и сутенёры). Бернел и его подруга (героиня двух других песен раннего репертуара The Stranglers: «Choosy Susie» и «Princess of the Street») были завсегдатаями гей-клуба «Колхерн»: они снимали квартиру в пяти минутах ходьбы от него.
Однажды по пути домой из клуба «Колхерн» Бернел и «Привередливая Сьюзи» подверглись нападению бандитов: этому эпизоду посвящена другая песня раннего репертуара The Stranglers, «Five Minutes».
Именно в «Колхерне» Бернел завел знакомство с гей-нацистами: этот факт впоследствии двояко использовался против него прессой. Во-первых, Бернела на основе этого обвиняли в симпатиях к фашистам; во-вторых, выдвигали инсинуации относительно того, что он — «скрытый гей» (и потому в текстах песен столь радикально использует «женскую тему»).

## Кавер-версии
Кавер на «Hanging Around» записала в 1981 году Хэйзел О’Коннор. Песня была выпущена синглом, который 10 октября 1981 года поднялся до #45 в UK Singles Chart.

## Видео
- Hanging Around: The Stranglers на концерте 1978 года, снятом для программы BBC «Rock Goes to College». Перед вступлением Корнуэлл спрашивает: «Ну что, принесли свои Crackerjack-карандашики?»[4] — Зал: «Да!» — Корнуэлл: «Ну и засуньте их тогда себе в задницы»…. Группа всегда крайне критично относилась к студенческой аудитории, что и объясняет Хью Корнуэлл в заключительном слове: «Гилфордский университет никоим образом не представляет город Гилфорд. Мы не любим играть для 'избранных' аудиторий. Поэтому — f*** off».
- Hanging Around, кавер-версия Хэйзел О’Коннор; видеоклип был снят в гей-клубе Coleherne, упоминающемся в песне.

## Издания
- 1977 — Rattus Norvegicus 4:27 EMI
- 1977 — Rattus Norvegicus (Japan) Toshiba EMI
- 1978 — Live (X Cert) 4:41 EMI Music Distribution
- 1982 — The Collection 1977—1982 4:29 EMI Music Distribution
- 1992 — Live at the Hope & Anchor 4:33 EMI Music Distribution
- 1992 — The Old Testament 4:27 EMI Europe Generic
- 1994 — Rare, Live & Unreleased 1974-76 4:37 Castle Music Ltd.
- 1995 — Live in Concert 4:04 Castle Music Ltd.
- 1995 — The Stranglers & Friends Live in Concert 4:04 Castle Music Ltd.
- 1995 — The Sessions 4:22 Essential Records
- 1996 — Anarchy From the UK, Vol. 1 4:19 Castle Music Ltd.
- 1996 — Saturday Night Sunday Morning Castle Music Ltd.
- 1996 — Saturday Night Eagle Rock
- 1997 — The Collection [Disky] Disky
- 1997 — The Hit Men 1977—1991 4:27 EMI Music Distribution
- 1999 — Hits and Heroes 4:27 EMI Music Distribution
- 2000 — Totally Punk [EMI] 4:25 EMI Music Distribution
- 2001 — 5 Live 01 4:01 SPV
- 2002 — Live in Poland SMD
- 2002 — Peaches: The Very Best of the Stranglers 4:25 EMI Music Distribution
- 2003 — Apollo Revisited 4:32 Dynamic
- 2003 — Black and White/Rattus Norvegicus 4:27 EMI
- 2003 — Glasgow Apollo 23.11.81 3:37 Import
- 2003 — Live at the Apollo '81 5:15 Zenith
- 2003 — Newbury Comics: The Early Years, Vol. 1 4:26 EMI Music Distribution
- 2003 — The Video Collection 1977—1982 3:50 Capitol Records
- 2004 — Going Underground [Disky] 4:25 Disky
- 2004 — Live '78, SF [DVD] Target Video
- 2005 — Peaches — Golden Brown — Strange Little Girl 4:25 EMI Music Distribution
- 2005 — The Ultra Selection 4:11 Disky Communications
- 2006 — Very Best of the Stranglers 4:26 BMG International
- 2007 — Punk!: 30th Anniversary 4:27 Mixed Repertoire[1]